# Rhynchospora grandifolia
Rhynchospora grandifolia är en halvgräsart som beskrevs av Johann Otto Boeckeler. Rhynchospora grandifolia ingår i släktet småag, och familjen halvgräs.
Artens utbredningsområde är Samoa. Inga underarter finns listade i Catalogue of Life.